# Wadjmose
Wadjmose hay Wadjmes, là một hoàng tử Ai Cập cổ đại, con trai của Pharaoh Thutmosis I của Vương triều thứ 18.

## Tiểu sử
Ông có thể đã được sinh ra một vài năm trước khi cha ông lên ngôi. Ông có một người anh tên là Amenmose; người ta tranh cãi mẹ của họ là ai. Nếu họ được sinh ra bởi Nữ hoàng Ahmose, họ là anh trai cùng mẹ của Hatshepsut và Neferubity. Mặt khác, Wadjmose có thể là con trai của Nữ hoàng Mutnofret và do đó là anh trai cùng mẹ của Thutmosis II.
Wadjmose được miêu tả trong ngôi mộ El-Kab của chính ông và gia sư Paheri của hoàng gia. Ông được cho là đã qua đời trước cha mình. Wadjmose và một hoàng tử khác tên Ramose đã được đề cập trong nhà nguyện tang lễ Thebes của Thutmosis I, cùng với Nữ hoàng Mutnofret. Nhà nguyện này có thể đã được dựng lên dưới triều đại của Thutmosis II, về sau là ngôi đền của Thutmosis IV và Ramesseum. Một bức tượng Mutnofret đã được tìm thấy ở đây, có khả năng bà là mẹ của ông.
Tên của Wadjmose xảy ra được viết trong một dấu triện hoàng gia, điều này khá hiếm đối với các hoàng tử Ai Cập cổ đại.